# غلين براون
غلين براون (بالإنجليزية: Glenn Brown)‏ هو مهندس معماري أمريكي، ولد في 1854، وتوفي في 1932.